# Sitio de Berat (1280-1281)
El sitio de Berat en Albania lo realizaron las fuerzas del Reino angevino de Sicilia, que sitiaron a la guarnición bizantina de la ciudad en 1280-1281. Berat era una fortaleza de gran importancia estratégica, cuya posesión les hubiese otorgado a los angevinos acceso al núcleo del Imperio bizantino. Una fuerza de auxilio bizantina llegó en la primavera de 1281, y logró emboscar y capturar al comandante angevino, Hugo de Sully. Acto seguido, el ejército angevino entró en pánico, se desbandó y sufrió grandes pérdidas entre muertos y heridos, ya que los bizantinos lo acometieron en su huida. Esta derrota puso fin a la amenaza de invasión angevina de los territorios del Imperio bizantino, y, junto con las Vísperas sicilianas, marcó el final de la amenaza occidental de reconquistar Bizancio.